# Juhana Salonen
Pour les articles homonymes, voir Salonen.
Juhana Salonen (1738 à Savitaipale - 1804) est un bâtisseur d'églises finlandais.

## Ouvrages
Parmi ses œuvres on peut encore voir l'église de Lemi (fi) (1786) et l'église de Maria à Lappee (1794).
Par contre l'église de Valkeala (1798) et l'église de Valkjärvi ont été détruites dans des incendies.
Le style de Juhana Salonen a été continué par son fils Matti Salonen.

## Galerie

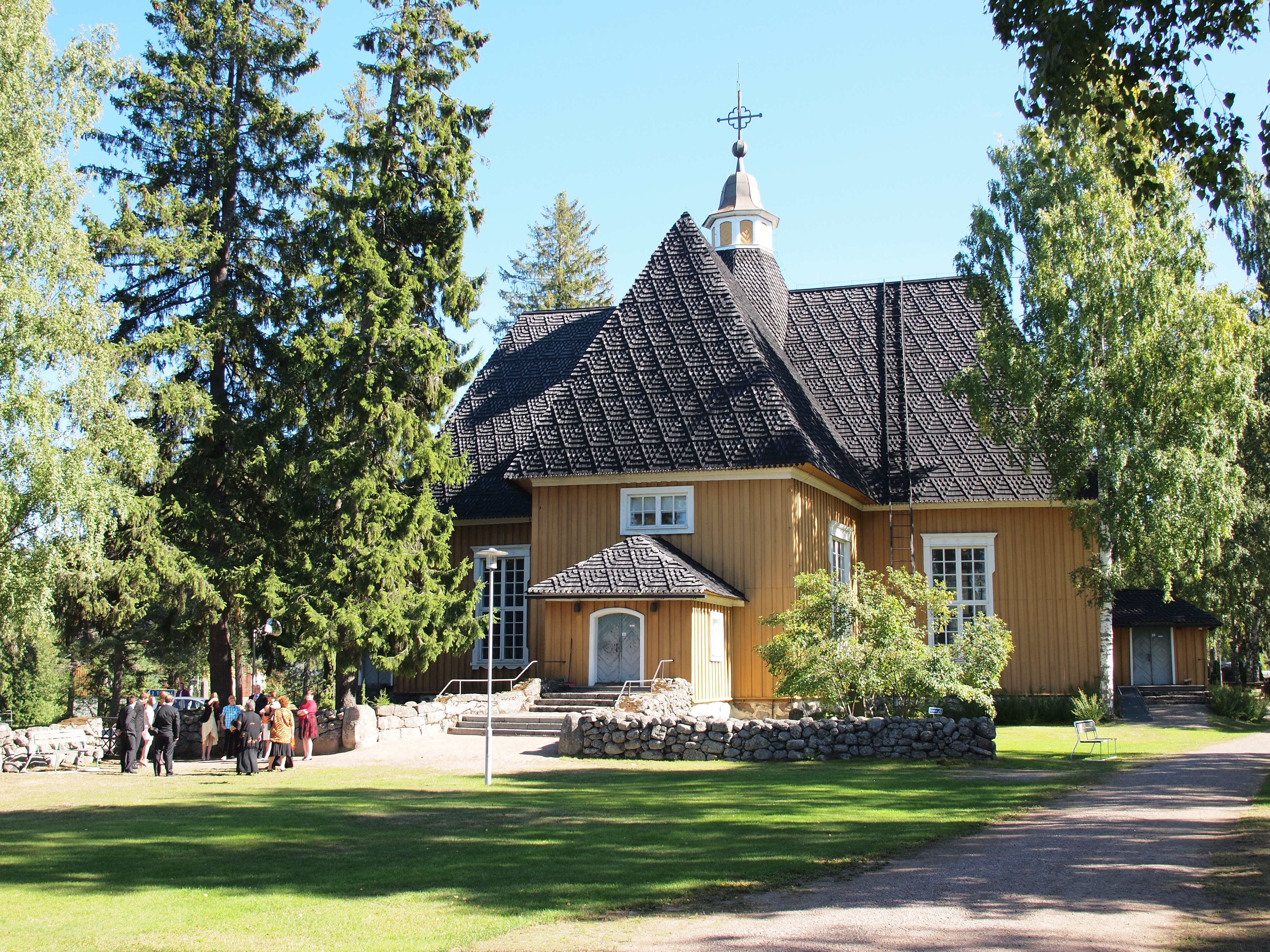
Église de Lemi (fi)
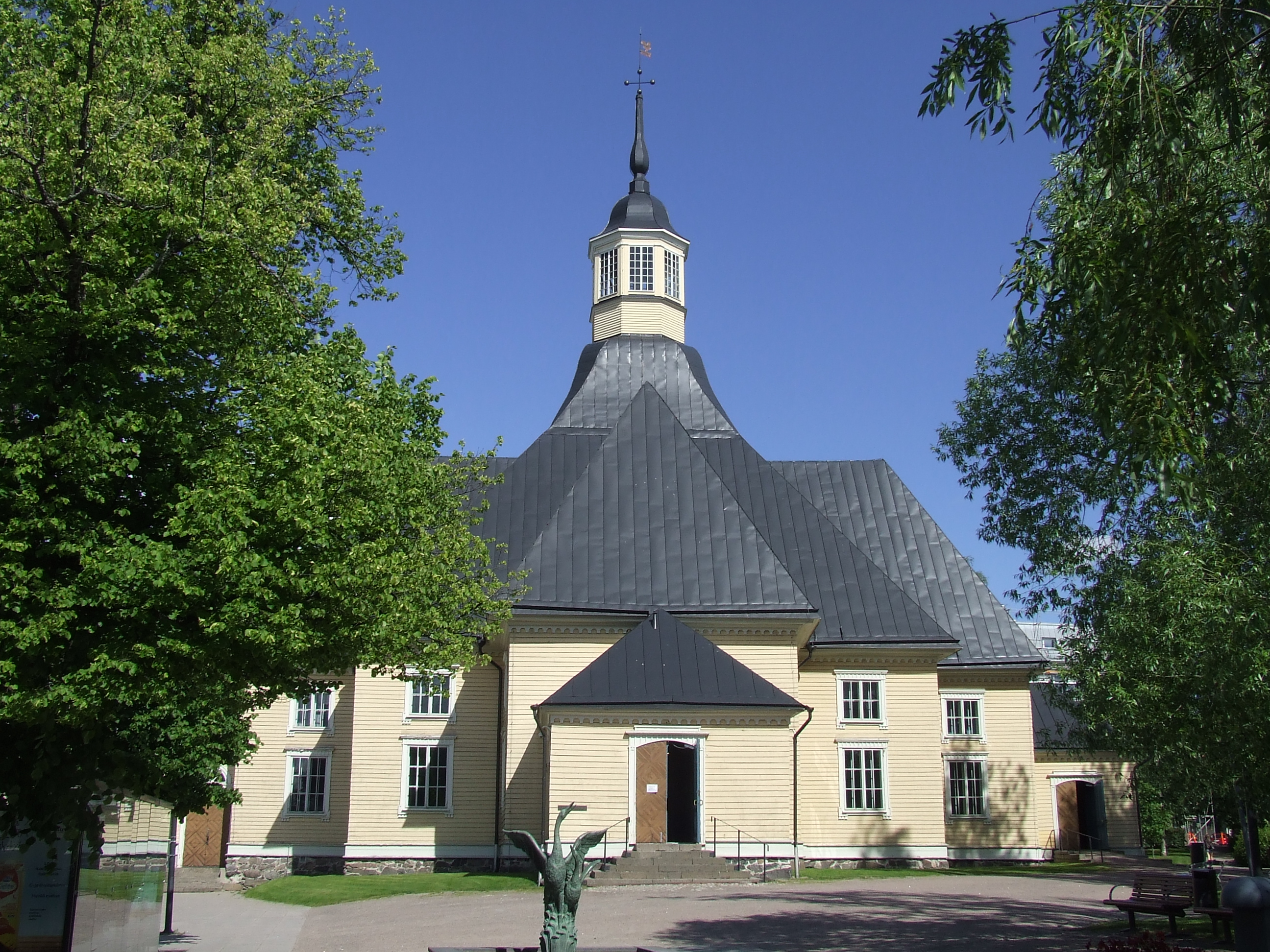
Église de Maria à Lappee